# HD 115004
HD 115004，又名BD+40 2633，SAO 44519、HR 4997，是一颗恒星，视星等为4.92，位于銀經104.83，銀緯76.18，其B1900.0坐标为赤經13h 9m 10.9s，赤緯+40° 76.18′ 57″。